# Кекіш (Марамуреш)
Кекіш (рум. Chechiș) — село у повіті Марамуреш в Румунії. Входить до складу комуни Думбревіца.
Село розташоване на відстані 399 км на північний захід від Бухареста, 9 км на південь від Бая-Маре, 89 км на північ від Клуж-Напоки.

## Населення
За даними перепису населення 2002 року у селі проживали 947 осіб. Рідною мовою 943 особи (99,6%) назвали румунську.
Національний склад населення села:
| Національність | Кількість осіб | Відсоток |
| -------------- | -------------- | -------- |
| румуни         | 940            | 99,3%    |
| угорці         | 6              | 0,6%     |